# Gerani/Turnalar
Gerani oder Yerani bzw. Turnalar (griechisch Γεράνι) ist ein Dorf auf der Karpas-Halbinsel im Nordosten der Mittelmeerinsel Zypern, das 8 km nordöstlich von Trikomo/İskele liegt, am Südhang des Kyrenia-Gebirges. Gerani geht auf das griechische Wort für ‚Kräne‘ zurück. Die türkische Übersetzung turnalar wurde 1975 zum Ortsnamen, nachdem die Zyperngriechen im Jahr zuvor aus dem Dorf geflohen waren.

## Geschichte
1831, während die Insel noch zum Osmanischen Reich gehörte, zählte der Ort 18 männliche Haushaltsvorstände (nur diese wurden gezählt). 1891, unter britischer Kolonialherrschaft, zählte man 171 „Griechen“, was bei den britischen Volkszählungen mit Christen gleichzusetzen war, und zwei „Türken“, was analog mit Muslimen gleichgesetzt wurde. Sieht man von der Zählung von 1891 ab, so lebten bis zur Vertreibung von 1974 ausschließlich Griechen im Dorf. Dabei wuchs die Bevölkerung von Gerani von 217 im Jahr 1901 auf 252 im Jahr 1911, um zehn Jahre später auf 301 und bis 1931 auf 366 anzusteigen. 358 Griechen bewohnten das Dorf 1946, doch fiel die Bevölkerung bis 1960 auf 211, und bis 1973 sogar auf 170. 
Im Juli und August 1974 flohen, wie fast überall im Norden Zyperns, die meisten Nichttürken vor den heranrückenden türkischen Truppen. 
1976 wurden im Ort Türken angesiedelt, die aus den Provinzen Konya und Denizli stammten. 1978 zählte der nunmehr Turnalar genannte Ort 90 Einwohner, eine Zahl, die bis 1996 auf 138 anstieg. Sie blieb weitgehend stabil (2006: 134; 2011: 142).
Während die Kirche Agia Aikaterini in eine Moschee umgewandelt wurde, diente die Kapelle Panagia Evangelistria als Scheune. Agios Georgios wurde völlig zerstört und ist heute eine Ruine.